# Ludność Łęcznej

## LudnośćŁęcznej
- 1674 – 547 – (w tym 181 Żydów)[1]
- 1764 – ? – (w tym 491 Żydów)[1]
- 1797 – 1510[1]
- 1803 – 1465 – (w tym 563 Żydów)[1]
- 1830 – 2426 – (w tym 1486 Żydów)[1]
- 1840 – 2715 – (w tym 1754 Żydów)[1]
- 1850 – 2803 – (w tym 1752 Żydów)[1]
- 1864 – 3044 – (w tym 1863 Żydów)[1]
- 1889 – 4395 – (w tym 342 – wyznanie prawosławne, 1463 – wyznanie rzymsko-katolickie, 8 – luteranie, 2582 – Żydzi)[2]
- 1922 – ? – (w tym 1617 Żydów)[1]
- 1935 – 4162 – (w tym 2273 Żydów)[1]
- 1939 – 4 300[3]
- 1946 – 2 100[3]
- 1950 – 2 100[3]
- 1955 – 2 200[3]
- 1960 – 2 100[3]
- 1965 – 2 500[3]
- 1970 – 2 500[3]
- 1975 – 2 700[3]
- 1983 – 9 500[3]
- 2002 – 22 200[4] (spis powszechny) 22 030[5] (tabele demograficzne z 31 grudnia)
- 2003 – 21 876[6] (31 grudnia)
- 2004 – 21 802[7] (31 grudnia)
- 2005 – 21 767[8] (31 grudnia)
- 2006 – 21 560[9] (31 grudnia)
- 2007 – 21 281[10] (31 grudnia)
- 2008 – 21 084[11] (31 grudnia)
- 2009 – 19 904[3] (1 stycznia)
- 2010 – 20 157[3] (1 stycznia)
- 2011 – 20 399[3] (1 stycznia)
- 2011 – 20 504[3] (30 czerwca)
- 2011 – 20 414[3] (31 grudnia)
- 2012 – 20 253[3] (31 grudnia)
- 2013 – 20 160[12] (30 czerwca)
- 2014 – 19 780[13] (30 czerwca)
- 2015 – 19 437[14] (31 grudnia)
- 2016 – 19 304[15] (31 grudnia)